# دی-ای‌اوپی‌ای
د-دوپا (به انگلیسی: D-DOPA) یک ترکیب شیمیایی با شناسه پاب‌کم ۹۲۲۲۲ است. که جرم مولی آن ۱۹۷٫۱۹ g/mol می‌باشد.
دی-دوپا ایزومر راستگردان ال دوپا L-DOPA است و برخلاف آن در بیماران پارکینسونی یا دیسکینزی تاثیری ندارد.